# Kotak
Kotak – indonezyjski zespół muzyczny grający pop/rock. Powstał w 2004 roku.
Skład zespołu przedstawia się następująco: Tantri Syalindri Ichlasari – wokale, Mario „Cella” Marcella – gitara, Swasti „Chua” Sabdastantri – bas. Pierwotny skład formacji tworzyli Cella, Icez, Pare i Posan. Swój pierwszy album, zatytułowany Kotak, wydali w 2005 roku.
Na swoim koncie mają szereg nagród Anugerah Musik Indonesia (AMI). Przeboje grupy to np. utwory: „Terbang”, „Saat Kau Jatuh”, „Beraksi”, „Masih Cinta”, „Tinggalkan Saja”, „Pelan-Pelan Saja” i „Selalu Cinta”.

## Dyskografia
Albumy studyjne
- 2005: Kotak
- 2008: Kotak Kedua
- 2010: Energi
- 2011: Energi (Repackaged)
- 2014: Never Dies
- 2016: Long Live Kotak